# Anne Marie Løn
Anne Marie Løn född 12 juli 1947 i Tranebjerg på Samsø, är en dansk författare. 

## Författarskap
Løn debuterade 1977 med romanen Hvorfor hvisker I til mig, och gav sedan ut tre diktsamlingar, däribland 1978 års Optaget på prøve. Annars har hon främst givit ut romaner. Bland hennes verk kan nämnas romanerna om Thyra Rom: Traktørstedet (1985) och Café Danmark (1987), som handlar om en stark kvinna i 1940-talets Danmark.